# Penshal

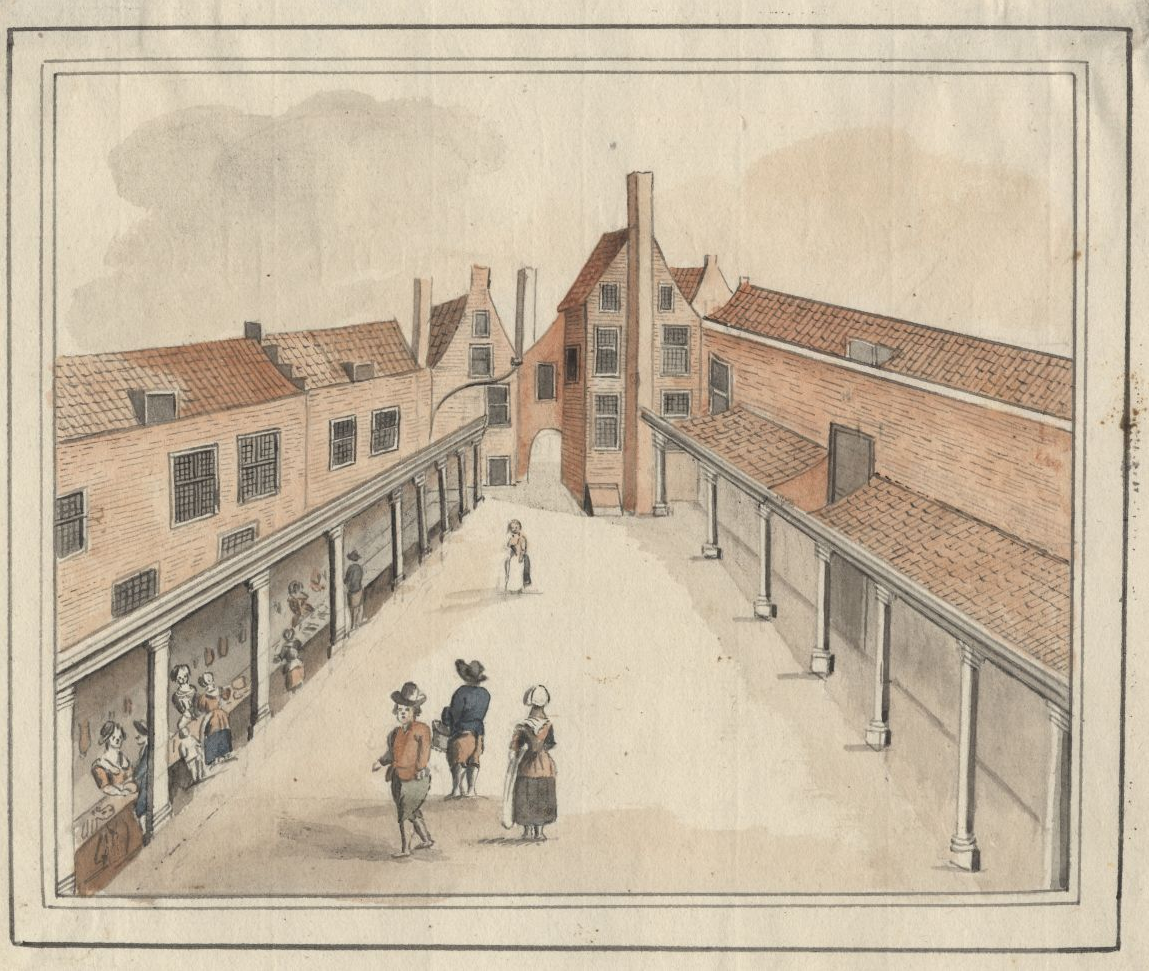
De binnenzijde van de Penshal (Jacob Timmermans, ca. 1788).

De Penshal was de marktplaats aan de Breestraat in de Nederlandse stad Leiden waar van het begin van de 15e tot het midden van de 19e eeuw de verkoop plaatsvond van de voor consumptie geschikte bijproducten van de slacht.

## Geschiedenis

#### Pens
Pens wordt hier gebruikt als aanduiding voor bloed, ingewanden en orgaanvlees in de ruimste zin (in engere zin is de pens de eerste en grootste afdeling van de maag van een koe of herkauwer). In de Penshal verkocht men behalve verse pens, ook spek, gezouten vlees, rolpens (gehakt vlees gerold in de wand van de koeiemaag) en pensbeuling (worst) in verschillende soorten, zoals bloed-, gort-, lever-, potje-, en varkensbeuling. Pens was goedkoper en beschouwd als inferieur aan normaal vlees, en daarom werd de Penshal vooral bezocht door het armere deel van de bevolking.

#### Penshal
In Leiden bestond de verplichting om vlees te verkopen in de Vleeshal, maar - waarschijnlijk ook om hygiënische redenen - was de verkoop van pens, maar ook van varkens- en paardenvlees - daar niet toegestaan. De stad zorgde voor een alternatieve locatie in de Penshal aan de Breestraat tegenover de Vleeshal in het stadhuis, en vlak bij de Blauwe Steen waar tijdens de weekmarkten ook de verkoop van konijnen en gevogelte was geconcentreerd. De Penshal was van twee kanten bereikbaar via een poortje; één aan de Breestraat en één aan de Langebrug. Oorspronkelijk was hier een doorgang via een binnenplaats van Breestraat naar Langebrug. Later werd de situatie aangepast voor de nieuwe functie. De Penshal was overigens geen echte hal, maar bestond blijkens de bewaard gebleven afbeeldingen uit een binnenplaats omgeven door een overdekte galerij. Daaronder stonden de kramen waar de kooplieden hun waren aanboden. Opmerkelijk was dat dit alleen vrouwen waren (aangeduid als pensvrouw, penswijf, spekwijf of beulingwijf); dit in tegenstelling tot de aan mannen voorbehouden verkoop in de vleeshal.
De voormalige ingang tot de Penshal vanaf de Breestraat wordt gesierd door een poortje met een Dorische omlijsting van Bückeburgersteen (een witte zandsteen afkomstig uit de buurt van Bremen, Duitsland) met als sluitsteen een ramskop. Boven de poort is door de stadssteenhouwer Claes Cornelisz. van Es een cartouche aangebracht met het Leidse stadswapen en het opschrift: ‘Anno 1607’.
Ook de poort aan de Langebrug, de achteruitgang van de Penshal, dateert uit 1607 en is voorzien van een natuurstenen omlijsting met als bekroning een ram op z'n achterpoten met het wapen van Leiden. De poort wordt daarom ook wel de Schapenpoort genoemd. De toepassing van de ram als schildhouder is overigens vrij ongebruikelijk. In het Wapen van Leiden is het juist de leeuw die het stadswapen vast heeft en zelfs verdedigt. Mogelijk is sprake van een toespeling op de stedelijke wolnijverheid. In 1980 werd de gebeeldhouwde kop gerestaureerd, terwijl de gehele poort opnieuw in frisse kleur werd opgeschilderd. Beide poortjes zijn aangemerkt als rijksmonument (respectievelijk monumentnummer 24615 en 25043).
Bij de Penshal was ook een stenen afbeelding van een klok met wijzers, die vanzelfsprekend stil stonden. Als het horloge van iemand niet goed liep, dan zei men: Je uurwerk loopt op de Penshal. De Penshal bleef in gebruik tot 1853, toen de gemeente voortaan de verkoop van vlees in particuliere slagerswinkels toestond. Er resten nu nog slechts de beide poortjes. Die aan de Langebrug is 'loos', maar achter die aan de Breestraat bevindt zich nog een kruisgewelf in vijf traveeën.
Van andere penshallen dan die in Leiden is vrijwel geen informatie voorhanden. Waarschijnlijk is, dat de verkoop van pens vooral plaatsvond uit reguliere marktkramen.

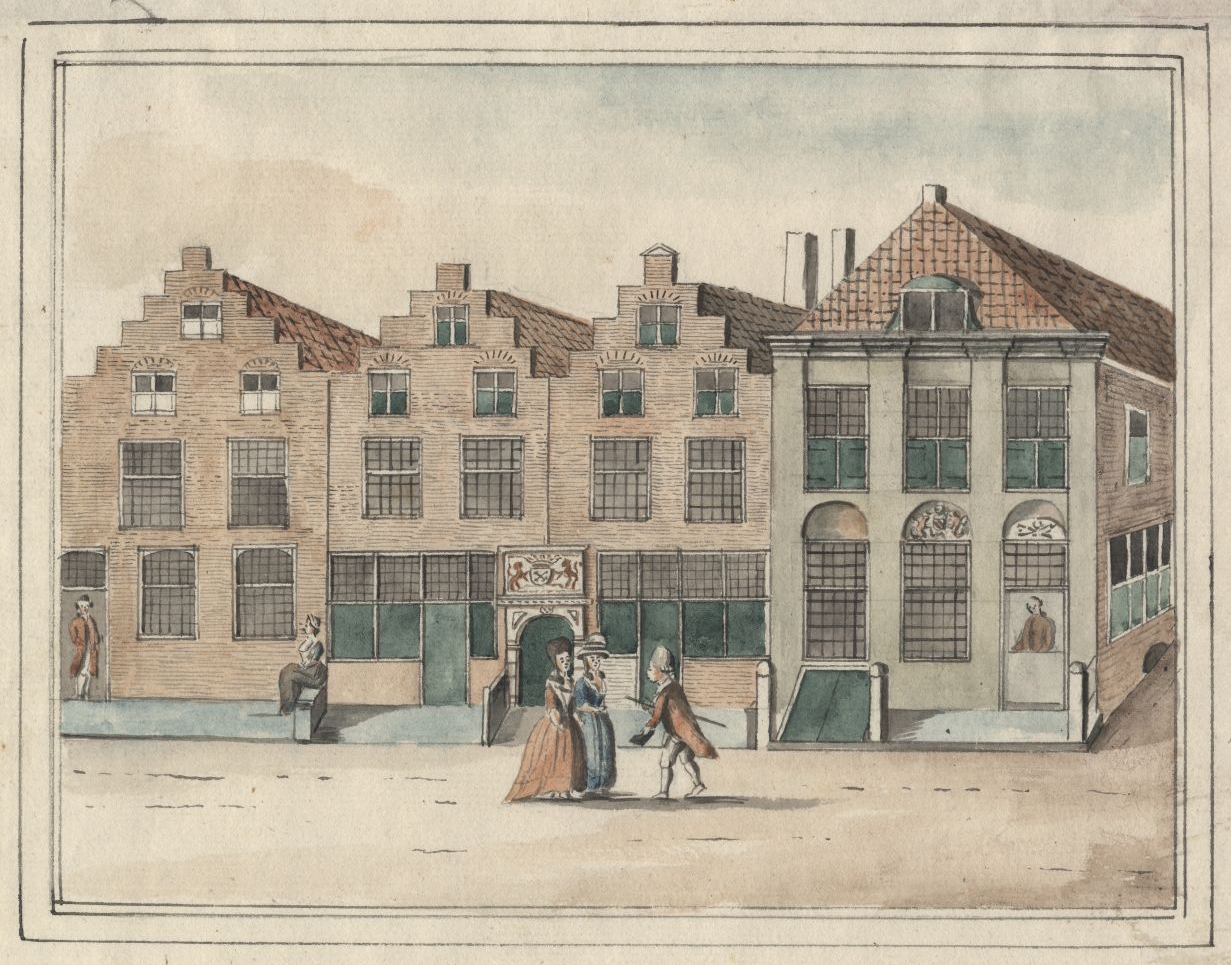
Breestraat met Penshal en belendende panden (Jacob Timmermans circa 1788)
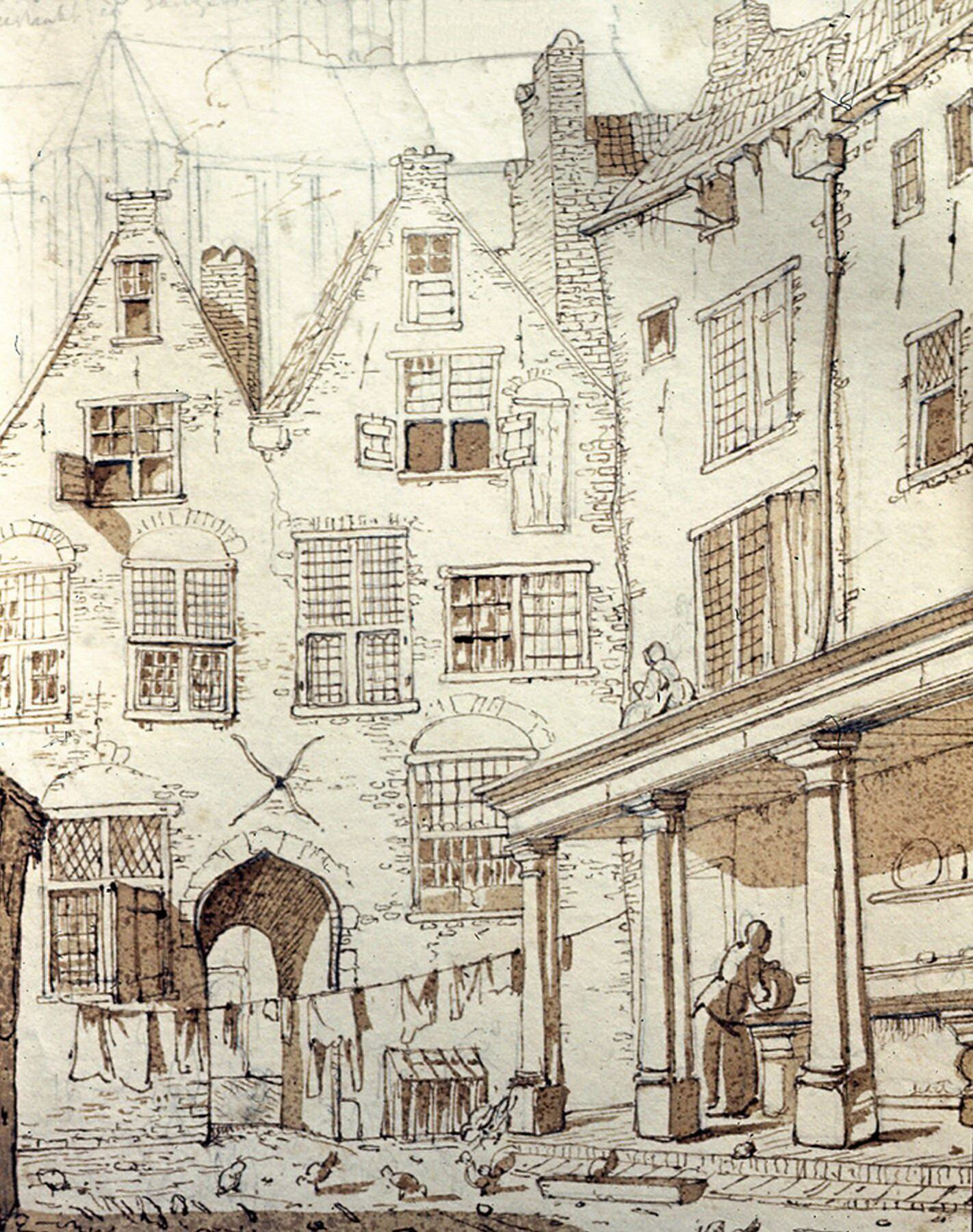
Penshal met poort naar Langebrug
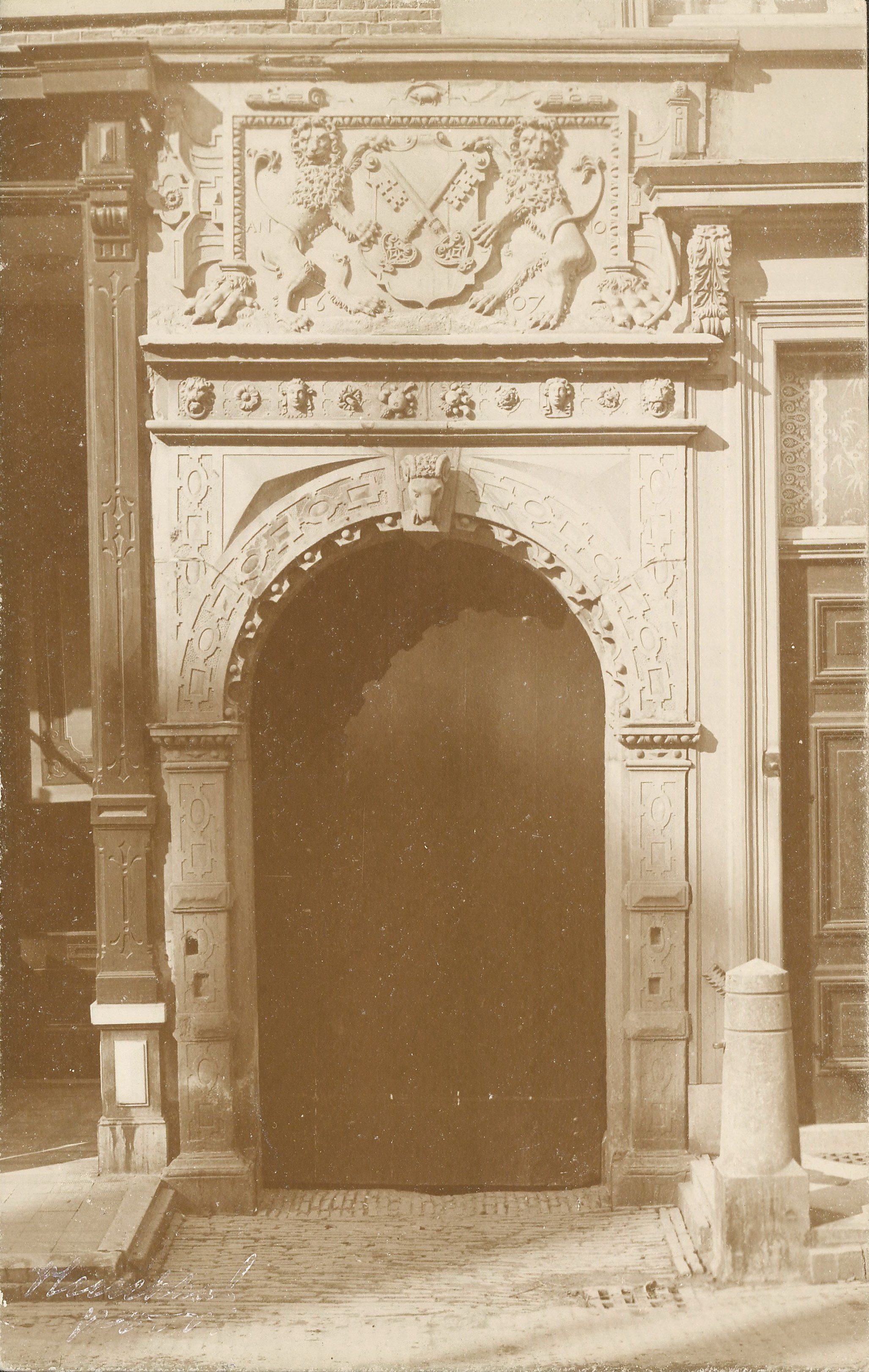
Gezicht op het poortje van de Penshal aan de Breestraatzijde. De poort gaf toegang tot de Penshal (1860)
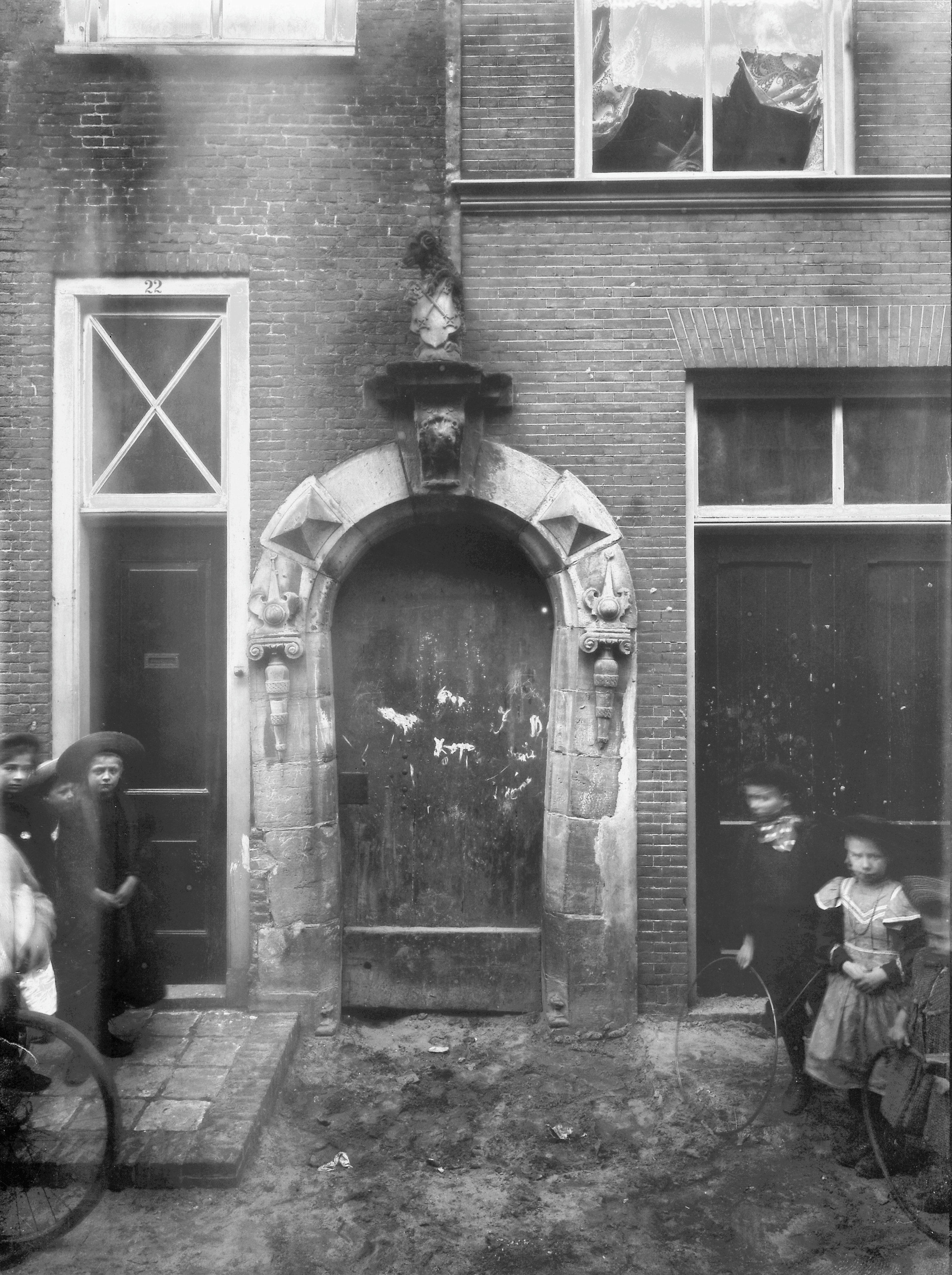
Poortje aan de Langebrug (de 'Schapenpoort')

#### Vleeshal
De verkoop van geslacht vee (runderen, kalveren, schapen en lammeren) vond plaats in de daartoe aangewezen vleeshal. In Leiden stond de eerste vleeshal tussen Diefsteeg en Pieterkerkchoorsteeg aan de noordoostelijke kant van de Breestraat. Het was een belangrijk gebouw en daarmee ook de naamgever van dit deel van de stad. In 1415 kwam er een nieuwe vleeshal, nu als onderdeel van het stadhuis. Na de vernieuwing in 1597 door Lieven de Key van de gevel van het stadhuis werd de grote vleeshal ( het rechterdeel van het huidige stadhuis) aangewezen als verkoopplaats voor vlees. Na de stadsuitbreiding van 1670 kon er ook geslacht worden in de kleine vleeshal die aan het Havenplein heeft gestaan, maar die in 1857 is afgebroken. De combinatie van stadhuis en vleeshal was niet ongebruikelijk en kwam ook voor in andere Hollandse steden, zoals Goes, Gouda, Middelburg en Schiedam.

#### Toezicht
De aanwijzing van een vleeshal en een penshal voor de verkoop van de vlees en bijproducten waren een gevolg van de bemoeienis van de stad Leiden met het toezicht op de hygiëne van de slacht en de verkoop van vlees, zoals die gebeurde door de ambachtsbroederschappen, en later de gilden, van de been- of vleeshouwers(runderslagers), de varkensslagers en de spekverkopers. Waarschijnlijk speelde ook de voordelen voor de heffing van accijns op vlees (de 'accijns op het geslagt') een rol bij de verplichting het vlees alleen op aangewezen plaatsen te verkopen. De slagers waren verplicht hun vee is ter beoordeling te geven aan de zogenaamde 'vinders', waarna ze het pas mochten slachten en te koop aanbieden.
De vleeskeuring, opnieuw geregeld in 1812, bleef eeuwenlang gehandhaafd, maar de afschaffing in 1865 van de gemeentelijke opcenten op de accijnzen én het nieuwe liberale tij leidden in 1867 tot de opheffing van de gemeentelijke vleeskeuring, waarna de situatie ontstond dat de slager niet alleen slachtte, maar ook zijn eigen vlees keurde. Al snel kwamen er echter in Leiden klachten over de hygiënische omstandigheden. In een rapportage uit 1894 bleken vele misstanden en uitwassen. De gemeente nam maatregelen, waaronder de instelling van een inspecteur van de vee- en vleeskeuring (1893) en de ingebruikname van een gemeentelijk slachthuis (1903). Uiteindelijk werd in 1919 de landelijke Vleeskeuringswet aangenomen.
De accijnshuisjes, waar ook de inning van de vleesaccijnzen plaatsvond, bevinden zich nog steeds links voor de Hooglandse Kerk (ze zijn nog te herkennen aan het loket in de muur en de tralies achter de ramen). Hier werd later (van 1893 tot 1903) de 'Dienst der Vee- en Vleeschkeuring' gevestigd.